# Coppa Spengler 1924
La 2ª edizione della Coppa Spengler si è svolta alla fine di dicembre del 1924 a Davos, in Svizzera.
15 squadre si sfidano per la vittoria. Alla fine la spunteranno i Berliner SC dopo una vittoria finale sull'HC Davos.
Con questo torneo, considerato forte sia in termini di numeri e sia di qualità, Davos diventa il centro di hockey su ghiaccio di Europa in un solo colpo. La Coppa Spengler assume un valore come di un campionato europeo ufficiale, mentre la formula è identificata con la famosa Coppa Davis per i tennisti in relazione al suo valore come un trofeo.

## Classifica finale
1. Berliner SC
2. Davos